# Hédi Berkhissa
  Hédi Berkhissa  (àrab: الهادي بالرخيصة)  (Remla, 28 de juny de 1972 - Tunis, 4 de gener de 1997) fou un futbolista tunisià de la dècada de 1990.
Fou internacional amb la selecció de Tunisia. Pel que fa a clubs, destacà a Espérance.
Va morir el 4 de gener de 1997, en un partit amistós entre l'Espérance i l'Olympique Lyon.